# Safien
Safien (en romanche: Stussavgia) era una comuna suiza del cantón de los Grisones, situada en el distrito de Surselva, círculo de Safien. El 1 de enero de 2013 se fusionó con las antiguas comunas de Valendas, Versam y Tenna para constituir la nueva comuna de Safiental.

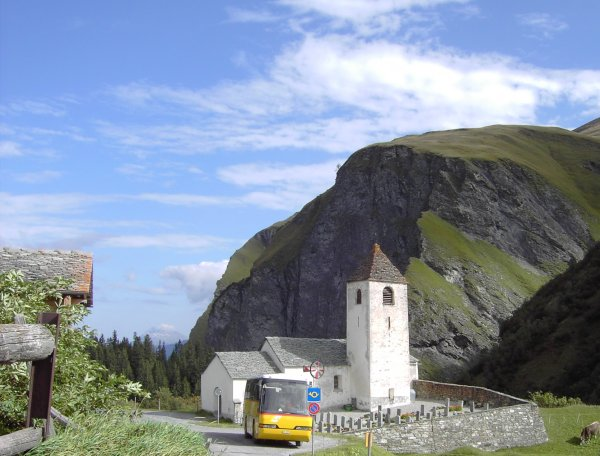
Iglesia protestante de Safien.